# Songo (Angola)
Songo – miasto-hrabstwo w północno-zachodniej Angoli, w prowincji Uíge. Liczy 10 579 mieszkańców.